# Bionic (Christina Aguilera)
Bionic (reso graficamente come {Bi~oπ~ic}) è il sesto album in studio della cantante pop statunitense Christina Aguilera, pubblicato l'8 giugno 2010 per l'etichetta discografica RCA Records.
Il disco è stato prodotto da artisti come Ladytron, Peaches, Goldfrapp, Pollow da Don, Focus..., Samuel Dixon, Linda Perry, Tricky Stewart, Nicki Minaj, Le Tigre, Claude Kelly.
Billboard magazine ha definito l'album come il miglior album pop mainstream dell'anno 2010. A proposito Kerri Mason ha detto: "Possiamo avere amori differenti per ogni tipo di diva ma c'è voluta Christina Aguilera per ricordarci che saper cantare importa ancora."
La cantante aveva annunciato anche un tour mondiale per la promozione del disco in partenza a luglio 2010, ma poi rimandato al 2011 ed infine non iniziato a causa delle poche vendite dei biglietti. L'album è da definirsi un flop discografico se confrontato agli altri lavori della Aguilera avendo venduto circa 400,000 copie negli Stati Uniti e meno di un milione nel mondo.

## Registrazione
Nel febbraio 2008, in un'intervista con la rivista People, Aguilera ha dichiarato di essere in procinto di registrare del nuovo materiale per il suo quarto album di inediti nella sua casa di Beverly Hills. La produttrice del suo precedente album, Back to Basics, Linda Perry, è stata riconfermata con lo stesso incarico.
La cantautrice australiana Sia e il suo bassista Samuel Dixon hanno composto un buon numero di tracce del suo quarto album in studio. La stessa Aguilera è autrice di quasi tutti i pezzi musicali del disco. Christina Aguilera ha dichiarato alla Billboard di essere una grande fan di Sia e di essere rimasta onorata dal suo desiderio di lavorare con lei.

## Singoli
- Not Myself Tonight - La canzone è stata scelta come primo singolo estratto dall'album. Dopo la première radiofonica il 30 marzo 2010, il brano è stato pubblicato su iTunes il 13 aprile.
- Woohoo - Brano scelto come secondo singolo, cantato in duetto con la rapper Nicki Minaj, pubblicato su iTunes il 18 maggio 2010. Si tratta di un singolo promozionale pubblicato negli Stati Uniti e in Canada.
- You Lost Me - È il terzo singolo (secondo singolo internazionale) estratto dall'album, come annunciato dal sito ufficiale della cantante.[19] La canzone è stata trasmessa dalle radio negli Stati Uniti dal 29 giugno 2010.[20]
- I Hate Boys. Singolo radiofonico solo per il mercato australiano.

## Tracce
1. Bionic – 3:21 (Christina Aguilera, Dave Taylor, John Hill, Kalenna Harper)
2. Not Myself Tonight – 3:06 (Jason Perry, Jamal Jones, Greg Curtis, Ester Dean)
3. Woohoo (feat. Nicki Minaj) – 5:28 (Christina Aguilera, Jamal Jones, Claude Kelly, Esther Dean, Onika Maraj)
4. Elastic Love – 3:33 (Christina Aguilera, Dave Taylor, John Hill, Mathangi Arulpragasam)
5. Desnudate – 4:25 (Christina Aguilera, Claude Kelly, Christopher Stewart)
6. Love & Glamour (Intro) – 0:11
7. Glam – 3:39 (Christina Aguilera, Claude Kelly, Cristopher Stewart)
8. Prima Donna – 3:25 (Christina Aguilera, Claude Kelly, Christopher Stewart)
9. Morning Dessert (Intro) – 1:32 (Bernard Edwards Jr.)
10. Sex for Breakfast – 4:49 (Christina Aguilera, Bernard Edwards Jr., Detail)
11. Lift Me Up – 4:07 (Linda Perry)
12. My Heart (Intro) – 0:18
13. All I Need – 3:33 (Christina Aguilera, Sia Furler, Samuel Dixon)
14. I Am – 3:52 (Christina Aguilera, Sia Furler, Samuel Dixon)
15. You Lost Me – 4:17 (Christina Aguilera, Sia Furler, Samuel Dixon)
16. I Hate Boys – 2:24 (Christina Aguilera, Jamal Jones, Esther Dean, William Tyler, Bill Wellings, J.J. Hunter)
17. My Girls (feat. Peaches) – 3:07 (Christina Aguilera, Kathleen Hanna, Johanna Fateman, JD Samson, Merrill Beth Nisker)
18. Vanity – 4:21 (Christina Aguilera, Claude Kelly, Esther Dean)

Tracce bonus nell'edizione deluxe
1. Monday Morning – 3:55 (Christina Aguilera, Dave Taylor, Sam Endicott, John Hill, Santi White)
2. Bobblehead – 3:01 (Christina Aguilera, Dave Taylor, John Hill, Santi White)
3. Birds of Prey – 4:19 (Cathy Dennis, Christina Aguilera, Helen Marnie, Daniel Hunt, Mira Aroyo, Reuben Wu)
4. Stronger Than Ever – 4:16 (Christina Aguilera, Sam Dixon, Sia Furler)
5. I Am (Stripped) – 3:54 (Christina Aguilera, Sia Furler, Samuel Dixon)

Traccia bonus nell'edizione di iTunes
1. Little Dreamer – 4:11 (Christina Aguilera, Dennis, Hunt, Wu)

## Classifiche
| Classifica (2010) | Posizione massima |
| ----------------- | ----------------- |
| Australia         | 3                 |
| Austria           | 3                 |
| Belgio (Fiandre)  | 4                 |
| Belgio (Vallonia) | 23                |
| Canada            | 3                 |
| Croazia           | 17                |
| Danimarca         | 12                |
| Europa            | 1                 |
| Finlandia         | 10                |
| Francia           | 23                |
| Germania          | 6                 |
| Giappone          | 6                 |
| Grecia            | 1                 |
| Irlanda           | 4                 |
| Italia            | 8                 |
| Messico           | 8                 |
| Norvegia          | 20                |
| Nuova Zelanda     | 6                 |
| Paesi Bassi       | 6                 |
| Polonia           | 9                 |
| Regno Unito       | 1                 |
| Repubblica Ceca   | 4                 |
| Spagna            | 4                 |
| Stati Uniti       | 3                 |
| Svezia            | 9                 |
| Svizzera          | 2                 |
| Ungheria          | 12                |

### Classifiche di fine anno
| Classifica di fine anno (2010) | Posizione |
| ------------------------------ | --------- |
| Stati Uniti                    | 139       |